# Municipio de South Benton (condado de Polk)
El municipio de South Benton (en inglés: South Benton Township) es un municipio ubicado en el condado de Polk en el estado estadounidense de Misuri. En el año 2010 tenía una población de 1058 habitantes y una densidad poblacional de 9,07 personas por km².

## Geografía
El municipio de South Benton se encuentra ubicado en las coordenadas 37°34′1″N 93°14′5″O / 37.56694, -93.23472. Según la Oficina del Censo de los Estados Unidos, el municipio tiene una superficie total de 116.61 km², de la cual 116,18 km² corresponden a tierra firme y (0,37 %) 0,44 km² es agua.

## Demografía
Según el censo de 2010, había 1058 personas residiendo en el municipio de South Benton. La densidad de población era de 9,07 hab./km². De los 1058 habitantes, el municipio de South Benton estaba compuesto por el 96,69 % blancos, el 0,09 % eran afroamericanos, el 0,95 % eran amerindios, el 1,04 % eran de otras razas y el 1,23 % eran de una mezcla de razas. Del total de la población el 1,8 % eran hispanos o latinos de cualquier raza.